# 피네타슈트라세역
피네타슈트라세역(U-Bahnhof Vinetastraße)은 베를린 팡코구 팡코에 있는 U2의 역이다. 1930년 6월 29일에 개업했다. 베를리너 슈트라세(Berliner Straße) 연선상에 위치해 있다. 역의 이름은 신화상으로 전수되는 발트해 연안의 도시 피네타(Vineta)에서 기원했다. 개통 당시 역명은 팡코(피네타슈트라세)(Pankow(Vinetastraße))역이었다.

## 역사

### 계획과 건축

피네타슈트라세역(그림상의 팡코역)과 팡코 방면 연장선 계획

1913년 호흐반게젤샤프트는 슈피텔마르크트-알렉산더플라츠-쇤하우저 알레 구간 노선을 개통했다. 노르트링역(현재의 쇤하우저 알레역)에서는 팡코 중심가 방면 베를린 노면전차와도 접속되었으나, 노선 개통 이후 팡코구에서는 추가 연장을 계획했다. 연장 구간의 종착역인 노르트링역은 슈피텔마르크트역 일대의 건축 비용 상승으로 인하여 고가로 건설되어 있었다. 한편 노르트링역에서 베를린 순환선과의 환승 승객도 증가했으며, 1929년 기준 약 5백만 명이 이용하여 베를린 U반에서 이용객 수 5위를 차지했다. 2분 배차 간격으로 이용객을 처리하기에는 노르트링역 북쪽에 있었던 지상 인상선만으로는 부족했다. 열차를 6량에서 8량으로 증결하는 것은 임시 방편일 뿐이었다.
이 문제를 해결하기 위해서 호흐반게젤샤프트와 베를린시에서는 1905년 당시 팡코에서 계획했던 연장 노선을 지하로 건설하기로 결정했다. 베를리너 슈트라세와 뮐렌슈트라세(Mühlenstraße)가 만나는 지점에 역을 건설하고, 역 북쪽으로 추가로 인상선을 건설하여 노선의 수송 능력을 증가시키는 것이 목적이었다. 차후에 팡코역 방면으로 연장이 계획되어 있었기 때문에 베를린-슈체친선의 노반을 지하로 통과하는 것이 유리했다. 1927년에 노선 건설이 착공했다. 당시 노르트링역 까지 고가 구간은 12 m 간격으로 고가가 설치되어 있었으나, 이 역 북쪽으로는 고가 간격이 28.5 m로 확장되었고, 보른홀머 슈트라세(Bornholmer Straße)까지는 지상으로 진행하다가 32.3퍼밀(1:31) 경사로를 따라서 지하로 진입한다.
섬식 승강장의 길이는 111.5 m, 너비는 12.3 m, 높이는 2.6 m이며, 지하 6.5 m에 설치되어 있다. 승강장 위쪽에는 중간층 대합실이 있으며, 알트-팡코 방면 노면전차 노선과 환승할 수 있는 출구로 이어진다. 역사는 알프레드 그레난데르가 설계했다. 역 북쪽으로는 4선 규모의 긴 인상선이 설치되어 있다. 8량 열차 8편성을 수용할 수 있으며 배차 간격을 90초까지 단축할 수 있는 용량이다. 제네펠더플라츠역 급전소에서 전원을 공급받는다. 1930년 6월 29일 영업을 시작했으며, 제2차 세계 대전이 시작되기 전 건설된 마지막 U반 구간이다.

### 제2차 세계 대전과 분단기
팡코역 방면 연장은 나치 독일 시기에도 우선 순위를 차지했으나, 소형 규격 노선이었기 때문에 큰 의미를 두지 않았고 대형 규격 노선 확충에 우선 순위를 두었다. 1939년 9월 1일부터 등화관제가 실시되어 모든 지하철 열차와 역 조명이 어두워졌다. 제2차 세계 대전으로도 이 역 일대는 큰 피해를 입지 않았다. 1945년 8월 1일부터 팡코(피네타슈트라세)-알렉산더플라츠간 단선 운행이 복구되었다. 노선의 전쟁 피해가 복구되는 중에도 원래 계획된 북부 연장은 고려되지 않았다.
1961년 베를린 장벽 건설 이후에는 서베를린의 소형 규격 기지를 이용할 수 없게 되면서, 로자룩셈부르크플라츠역에 설치된 소형 기지와 더불어 이 역 인상선의 기능이 중요해졌다. 당시 동베를린 U반에는 소형 규격 차량을 유치할 수 있는 공간이 한정되어 있었기 때문에 이 역의 유치선은 최대 용량으로 사용되고 있었다. 베를린 750주년인 1987년 준비를 위해서 도심에 있었던 U반 역들은 개보수공사를 거치고 있었다. 당시 A선의 종착역 팡코(피네타슈트라세)역 역시 슈테판 바이스(Stefan Weiß), 라이너 빈슈(Rainer Binsch), 외르크 그로테(Jörg Grote)의 합작 재설계안으로, 역 외벽은 베이지색 타일, 역명판은 빨간색으로 변경되었다. 1987년 12월 동베를린 BVB에서는 롤프 비블(Rolf Biebl)의 동상 《Der Schreitende》를 설치했다.
노선의 추가 북부 연장 계획은 동독 시기에도 추진되었다. 동베를린 U반의 소형 규격 노선용 기지가 없다는 사실은 변하지 않았기 때문에, 중검수를 위해서는 쇠네바이데 기지까지 차량을 회송해야 했으며, 동베를린 내각에서는 팡코 화물역 근처 그라니츠슈트라세(Granitzstraße) 일대에 새로운 기지를 건설하려고 했다. 이 과정에서 팡코역 방면으로의 연장이 포함되었다. 그러나 회노역 방면으로의 U5 노선 연장이 더 높은 우선순위를 가지고 있었기 때문에 프리드리히스펠데 기지의 용량을 확충하는 것에 더 높은 우선순위를 두었다. 1986년 12월 동독 국가평의회에서는 그라니츠슈트라세 기지 건설안을 확정했으며, 착공은 1989년으로 예정되었다. 144량을 수용할 수 있는 유치선, 세척선, 신호소 및 중검수 시설이 설치될 예정이었다. 그러나 독일의 재통일 과정에서 동서독 노선이 연결되면서 서베를린에 있었던 기지를 이용할 수 있기 때문에 기지 건설 계획은 취소되었다.

### 통일 이후
기지 건설이 취소된 것과 별개로 팡코 방면 연장은 통일 이후에야 현실화되었다. 분단기 동베를린에서는 팡코(피네타슈트라세)역 외에도 본선상의 텔만플라츠(현재의 모렌슈트라세역)역, 폐역이 된 포츠다머 플라츠역에도 열차를 유치해 두었다. 동서간 노선 복구 과정에서 해당 노선에 열차 운행이 다시 시작되어야 했기 때문에 팡코(피네타슈트라세)역 뒤쪽으로의 추가 유치선 건설이 필요해졌다. 1993년 11월 13일에 추가 유치선이 건설되어 112량 열차를 수용할 수 있게 되었다. 동시에 과거 A선의 동서간 구간이 다시 연결되었고, 팡코(피네타슈트라세)에서 피네타슈트라세로 역명이 변경되었다.
원래 계획되었던 팡코역 방면 연장은 쇤하우저 알레-보른홀머 슈트라세-팡코역 구간의 S반과 중복 노선이라는 문제가 있어서 곧바로 추진되지는 않았다. 1997년에 공사가 첫 삽을 떴다. 또 다른 문제는 그라니츠슈트라세 기지 계획이 실현될지, 선시공부만 건설할지, 전체 계획을 취소할지였다. 베를린시와 BVG는 그루네발트 기지 용량이 충분할 것이라고 판단했으나, 향후 기지 인입선을 건설할 수 있는 분기기는 설치해 두었다. 높은 지하수 수면과 중세 시기의 취락지 발굴 문제 때문에 건설이 지연되었다. 2000년 9월 16일 팡코역이 다시 연결되었고, 피네타슈트라세-팡코 구간 건설 비용은 예상했던 1억 2600만 마르크에서 1억 500만 마르크로 감소했다. 계획된 U반 역명은 팡코역(Bahnhof Pankow)역이었으나, 최종적으로는 단순히 팡코(Pankow)역으로 확정되었다. 이후 피네타슈트라세역은 더 이상 종착역이 아니게 되었고, 유치선으로 입선하는 열차만 이 역에서 종착한다.
피네타슈트라세역의 개보수공사 및 원형 복구 공사는 계획만 되어 있다. 2000년 제네펠더플라츠-피네타슈트라세 구간이 영업을 중단했을 때 점자 블록이 설치되었다. 2011년 개보수공사 당시 엘리베이터가 설치되었다. 그러나 원래 목적이었던 누수 방지는 해결하지 못했고, 2012년에 문제 해결을 다시 시도했으나 실패했다. 동독 시기의 개보수공사로 인하여 원형에서 벗어났기 때문에 건축유산으로는 지정되어 있지 않다.

## 인접 철도역
베를린 버스 250, N2번, 베를린 노면전차 M1, 50번으로 환승할 수 있다.
| 베를린 지하철 2호선       | 베를린 지하철 2호선 | 베를린 지하철 2호선 |
| ------------------------- | ------------------- | ------------------- |
| 쇤하우저 알레 룰레벤 방면 | U2                  | 팡코 방면           |

## 참고 문헌
- Denkmalpflege-Verein Nahverkehr Berlin: U2. Geschichte(n) aus dem Untergrund. GVE, Berlin 1995, ISBN 3-89218-032-6.